# Steinsel
Steinsel är en kommun och en stad i centrala Luxemburg.   Den ligger i kantonen Luxembourg och distriktet Luxemburg, i den centrala delen av landet, 7 kilometer norr om huvudstaden Luxemburg. Antalet invånare är 4 508. Arean är 21,8 kvadratkilometer.
Terrängen i Steinsel är varierad.

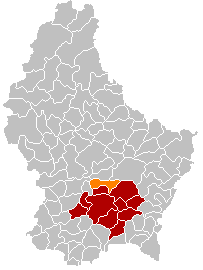
Steinsel markerad med orange i karta över Luxemburg

I omgivningarna runt Steinsel växer i huvudsak blandskog. Runt Steinsel är det mycket tätbefolkat, med 1 135 invånare per kvadratkilometer.